# Radøy (ø)
60°41′26″N 04°59′50″Ø / 60.69056°N 4.99722°Ø
Radøy er en ø i Vestland fylke i Norge. Øen udgør størstedelen af den tidligere Radøy kommune, men sydenden af øen ligger i Lindås kommune; Det hele er nu en del af Alver kommune. Radøy er omgivet af fastlandet og andre øer på alle sider. Den er adskilt fra fastlandet på Lindåshalvøen mod øst af et langt og til dels meget smalt sund. I nord skiller Hoplandsosen Radøy fra Fosnøy i Austrheim kommune. I vest skiller Mangerfjorden og Radfjorden øen fra Holsnøy i den tidligere Meland kommune. Fylkesveg 565 går over øen fra nord til syd med broforbindelse til Lindåshalvøen i syd og til Fosnøy i nord. Manger er den største by på øen. Andre byer med over 200 indbyggere er Haugland og Austmarka.